# Vasváry József
Vasváry József (1923. június 17-ig Eisensehr), (Eszék, 1898. január 31. – Lauterach, Ausztria, 1984. április 24.) vitéz, hivatásos katonatiszt, altábornagy.

## Élete és pályafutása
Apja Eisensehr József főtörzsfoglár volt, anyja neve Hoiss Mária.
Középiskolai tanulmányait 1912 és 1915 között a császári és királyi gyalogsági hadapródiskolában végezte. 1924 és 1927 között elvégezte a Magyar Királyi Honvéd Ludovika Akadémia tiszti továbbképző tanfolyamát (Hadiakadémia).
1935-ben vezérkari alezredesént már a vezérkar katonai hírszerzési részlegén dolgozott. 1935 és 1941 között katonaiattasé volt Belgrádban, ahonnan Athénbe is akkreditálták. 
1942-ben vezérkari ezredesként, Ujszászy István nyomában a VKF 2. Osztály, a katonai hírszerzés főnöke lett. 1943. augusztus 1-jén adta át ezt a beosztását Kádár Gyula ezredesnek.
1944. november 1. és 1945 januárja között a magyar királyi III. honvéd hadtest, majd 1945. március 1-je és 1945 májusa között a magyar királyi V. honvéd hadtest parancsnoka volt altábornagyi rendfokozattal.
1945 után a magyar katonai emigráció egyik ismert személyisége, Magyar Nemzeti Bizottmány bregenzi szervezetének vezetője volt.

## Kitüntetései a viselési sorrendben
- Magyar Érdemrend hadiszalagos, kardokkal ékesített középkeresztjéhez a csillag hadidíszítménnyel, kardokkal (1945),
- Magyar Érdemrend középkeresztje hadiszalagon, kardokkal (1944),
- Magyar Érdemrend tisztikeresztje (1941),
- Katonai Érdemkereszt III. osztálya hadidíszítménnyel, kardokkal,
- Ezüst Katonai Érdemérem hadiszalagon, kardokkal,
- Bronz Katonai Érdemérem hadiszalagon, kardokkal,
- Kormányzói Dicsérő Elismerés Magyar Koronás Bronzérme (1934),
- Ezüst Vitézségi Érem I. osztálya,
- Károly-csapatkereszt,
- Sebesültek Érme, szalagján két sávval,
- Nemzetvédelmi Kereszt (1943),
- Erdélyi Emlékérem (1940),
- Délvidéki Emlékérem,
- Légoltalmi Jelvény (1944),
- bolgár Szent Sándor Rend nagytiszti keresztje kardokkal (1943),
- Finn Oroszlán Rend I. osztályú parancsnoki keresztje kardokkal (1944),
- Német Sas Rend I. osztályú érdemkereszt je kardokkal (1943),
- Olasz Korona Rend parancsnoki keresztje (1942),
- horvát Zvonimir Király Koronája Rend 1. osztálya (1943),
- német Vaskereszt I. osztálya (1944),
- észt Saskereszt Rend IV. osztálya (1933),
- ismétlőpánt a német (porosz) Vaskereszt II. osztályához (1944),
- német (porosz) Vaskereszt II. osztálya (191 ?),
- osztrák Háborús Emlékérem kardokkal.